# Glutamaatdehydrogenase
Glutamaat-dehydrogenase is een enzym van het mitochondrion en het cytosol dat glutamaat omzet tot α-ketoglutaarzuur (en ook omgekeerd; afhankelijk van het chemisch evenwicht). NAD+ is de cofactor voor de reactie die ammoniak produceert (NADP+ is de cofactor voor de omgekeerde reactie die ammoniak gebruikt om stikstof in te bouwen). Glutamaat-dehydrogenase is werkzaam in onderstaande reactie:

Het enzym speelt een sleutelrol in de katabole en anabole stofwisselingsroutes waardoor het voorkomt in vrijwel alle eukaryoten.